# Provinz Corrientes
Corrientes (Guaraní: Taragui) ist eine Provinz im Nordosten Argentiniens. Der Name kommt von den Flüssen Río Paraná und Río Uruguay, die die Provinz nach Osten und Westen begrenzen und bedeutet so viel wie „Ströme“.

## Geographie

### Lage
Die Provinz grenzt im Nordosten an die Provinz Misiones, im Norden an Paraguay, im Westen an die Provinzen Chaco und Santa Fe, im Süden an die Provinz Entre Ríos und Uruguay und im Osten an Brasilien.
Die Provinz liegt zwischen den beiden Strömen Río Paraná und Río Uruguay. Im Zentrum befindet sich ein ausgedehntes Sumpfgebiet, die Esteros del Iberá, das heute unter Naturschutz steht. Das Gebiet ist fast vollständig flach, mit der Ausnahme des leicht hügeligen Nordostens, der bereits ins Bergland von Misiones übergeht. Es herrscht typische Savannenvegetation mit kleinen Waldgebieten.

### Klima
Das Klima ist subtropisch feucht:
|                       | Jan   | Feb   | Mär   | Apr   | Mai   | Jun  | Jul  | Aug  | Sep  | Okt   | Nov   | Dez   |   |         |
| Mittl. Tagesmax. (°C) | 33,5  | 32,1  | 30,6  | 26,2  | 23,5  | 20,1 | 20,9 | 23,1 | 23,9 | 28    | 29,7  | 32,1  | ⌀ | 27      |
| Mittl. Tagesmin. (°C) | 21,3  | 20,8  | 19,2  | 16,9  | 13,5  | 10,7 | 10,6 | 11,8 | 12,5 | 15,7  | 18,4  | 19,7  | ⌀ | 15,9    |
|                       |       |       |       |       |       |      |      |      |      |       |       |       |   |         |
| Niederschlag (mm)     | 166,1 | 156,9 | 205,9 | 284,6 | 125,2 | 91,8 | 48,5 | 60,3 | 83,0 | 129,7 | 174,8 | 118,8 | Σ | 1.645,6 |

| 21,3 |

| 20,8 |

| 19,2 |

| 16,9 |

| 13,5 |

| 10,7 |

| 10,6 |

| 11,8 |

| 12,5 |

| 15,7 |

| 18,4 |

| 19,7 |

| 21,3 |

| 20,8 |

| 19,2 |

| 16,9 |

| 13,5 |

| 10,7 |

| 10,6 |

| 11,8 |

| 12,5 |

| 15,7 |

| 18,4 |

| 19,7 |

### Bevölkerung
Der größte Teil der Bevölkerung lebt an den Ufern der Flüsse Río Paraná und Río Uruguay. Am Paraná liegt die Provinzhauptstadt Corrientes mit gut 400.000 Einwohnern (Stand: 2022), sowie die zweitgrößte Stadt der Provinz, Goya (77.000 Einwohner). Am Uruguay ist die größte Stadt Paso de los Libres mit 43.000 Einwohnern. Im Landesinneren sind Curuzú Cuatiá und Mercedes mit je etwa 35.000 Einwohnern die größten Städte (Stand: 2010).

## Geschichte
Im Januar 1516 erreichte die erste Expedition unter Leitung von Juan Díaz de Solís die Gegend um Corrientes. Die Stadt Corrientes wurde von Juan Torres de Vera y Aragón am 3. April 1588 als Zwischenstation zwischen Buenos Aires und Asunción gegründet. Der Standort wurde gewählt, da dort der Río Paraná von Ost-West-Richtung nach Nord-Süd-Richtung umknickt, wodurch ein natürlicher Hafen entstanden war.
Die Anfangszeit war von kontinuierlichen Konflikten mit den Guaraní-Indianern geprägt, bis im Jahr 1609 sich die Jesuiten mit der Erlaubnis des spanischen Königs ansiedelten und Reduktionen in der Gegend gründeten, was das Verhältnis zwischen beiden Völkern entspannte. 
1763 kam es zu einer ersten Rebellion der Einheimischen gegen die spanische Zentralregierung, als sich ein Teil der Bevölkerung der Comunero-Bewegung aus dem Gebiet des heutigen Paraguay anschloss. Zwischen 1818 und 1820, während der letzten Auseinandersetzungen um die Unabhängigkeit Argentiniens, kam Corrientes unter die Herrschaft von Andrés Guaykurarí, dem Anführer der Guaraní aus den Jesuitenreduktionen. Nach einem Aufstand angeführt von Lucio Mansilla kam Corrientes wieder an Argentinien.
1821 erhielt die neue Provinz Corrientes eine eigene Verfassung und spielte in der Folge eine wichtige Rolle im Argentinischen Bürgerkrieg zwischen Unitariern und Föderalisten. Am 28. Dezember 1839 erklärte der damalige Gouverneur Genaro Berón de Astrada der Regierung in Buenos Aires unter Juan Manuel de Rosas den Krieg. Schon drei Tage später wurde der Aufstand niedergeschlagen und Astrada hingerichtet. Dennoch gingen die Auseinandersetzungen weite. 1852 konnten sich die Streitkräfte von Corrientes unter Gouverneur Miguel Virasoro im Bund mit General Justo José de Urquiza in der entscheidenden Schlacht von Monte Caseros gegen die Rosistas durchsetzen. 1855 wurde eine neue Provinzverfassung erlassen. 
1865 wurde die Stadt Corrientes von Paraguay eingenommen, dies war der Beginn des blutigen Tripel-Allianz-Krieges. Die Besetzer konnten erst 1870 mit Hilfe von Truppen aus Buenos Aires wieder vertrieben werden. Gervasio Ruiz kam 1889 an die Regierung, die Gewalt ging zunächst weiter, bis ab der Nachfolgerregierung von Valentín Virasoro eine friedliche, für die Zeit demokratische Periode begann, in der sich die beiden hauptsächlichen Parteien, das Partido Liberal und das Partido Autonomista Nacional in der Macht abwechselten. In der Zeit um 1900 wurden von Einwanderern aus Europa zahlreiche neue Städte in der Provinz gegründet. Im Jahr 1919 wurde die Nationale Universität des Litorals gegründet, die 1956 zur Universidad Nacional del Nordeste (UNNE) umbenannt wurde.
Während eines Großteils des 20. Jahrhunderts wurde die Politik in Corrientes von der Familie Romero Feris beherrscht, Landbesitzern, die noch immer den größten Teil der Tabakproduktion der Provinz kontrollieren. 1991 zwangen jedoch öffentliche Proteste Präsident Carlos Menem, den Gouverneur Raúl "Tato" Romero Feris seines Amtes zu entheben. Obwohl er 1997 zum Bürgermeister der Provinzhauptstadt gewählt wurde, wurde Romero Feris schließlich 1999 wegen Veruntreuung öffentlicher Gelder angeklagt. Er wurde im Mai 2002 zu sieben Jahren Gefängnis verurteilt.
Am 22. Oktober 2004 erklärte das Provinzgesetz Nr. 5598 (Dekret 2326/2004) die Sprache der Guaraní neben dem Spanischen zur Amtssprache von Corrientes. Corrientes war die erste argentinische Provinz, die eine andere Sprache als Spanisch offiziell anerkannte.

## Politik und Verwaltung

### Politisches System
Die Provinz Corrientes ist eine der 23 Provinzen des Landes. Argentinien ist ein demokratischer Bundesstaat (föderaler Staat) mit starker Stellung des Staatspräsidenten (präsidentielles Regierungssystem) und weitreichender Autonomie der Provinzen und der autonomen Stadt Buenos Aires. So haben die sich als Gliedstaaten verstehenden Provinzen jeweils eine eigene, der Bundesverfassung untergeordnete Verfassung und besitzen eigene Exekutiven mit einem Gouverneur an der Spitze (Gobernador) sowie eigene Legislativen. Auch die Gerichtsbarkeit wird unterhalb der Bundesebene auch auf Gliedstaatenebene organisiert. Die entsprechende Verfassung Argentiniens stammt aus dem Jahr 1853.

### Verwaltungsgliederung

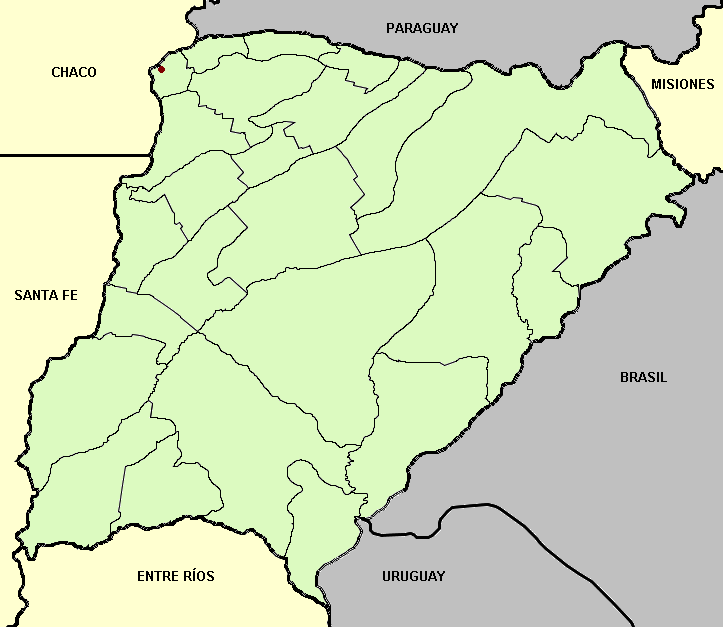
Provinz Corrientes – Politische Gliederung und Hauptstadt

Die Provinz Corrientes ist in 25 Departamentos aufgeteilt.
| Departamento        | Hauptstadt                             | Fläche in km² | Einwohner (2022) |
| Bella Vista         | Bella Vista                            | 1.695         | 044.406          |
| Berón de Astrada    | Berón de Astrada                       | 0.804         | 002.826          |
| Capital             | Corrientes                             | 0.522         | 439.270          |
| Concepción          | Concepción                             | 5.008         | 26.282           |
| Curuzú Cuatiá       | Curuzú Cuatiá                          | 8.911         | 051.532          |
| Empedrado           | Empedrado                              | 1.958         | 017.968          |
| Esquina             | Esquina                                | 3.723         | 039.185          |
| General Alvear      | General Alvear                         | 1.954         | 009.145          |
| General Paz         | Nuestra Señora del Rosario de Caá Catí | 2.634         | 017.020          |
| Goya                | Goya                                   | 4.678         | 0106.371         |
| Itatí               | Itatí                                  | 0.890         | 0012.010         |
| Ituzaingó           | Ituzaingó                              | 8.613         | 038.837          |
| Lavalle             | Lavalle                                | 1.480         | 040.448          |
| Mburucuyá           | Mburucuyá                              | 0.961         | 0011.568         |
| Mercedes            | Mercedes                               | 9.588         | 049.882          |
| Monte Caseros       | Monte Caseros                          | 2.287         | 045.670          |
| Paso de los Libres  | Paso de los Libres                     | 4.700         | 056.989          |
| Saladas             | Saladas                                | 1.981         | 029.198          |
| San Cosme           | San Cosme                              | 0.595         | 019.706          |
| San Luis del Palmar | San Luis del Palmar                    | 2.551         | 021.459          |
| San Martín          | La Cruz                                | 6.385         | 015.187          |
| San Miguel          | San Miguel                             | 2.863         | 012.713          |
| San Roque           | San Roque                              | 2.243         | 022.715          |
| Santo Tomé          | Santo Tomé                             | 7.359         | 71.927           |
| Sauce               | Sauce                                  | 1.760         | 0010.382         |

## Wirtschaft
Die Wirtschaft wird von Viehzucht, Ackerbau und Forstwirtschaft dominiert. Die Bedeutung des Tourismus steigt.
Der 1999 eröffnete Yacyretá-Staudamm am Rioa Paraná in der Nähe der Stadt Ituzaingó versorgt nicht nur die Provinz, sondern auch Argentinien und Paraguay mit Energie.

### Tourismus
Der Tourismus in der Provinz Corrientes wächst aufgrund der Bedeutung, die Esteros del Ibera für den Ökotourismus und die Vogelbeobachtung hat. Im Jahr 2018 wurde der Nationalpark Iberá gegründet. Die Goldbrassenfischerei ist seit langem ein Anziehungspunkt für einheimische und ausländische Touristen in Corrientes. 

### Viehzucht
Wegen der hohen Temperaturen und der vor allem im Norden der Region nicht sehr nahrhaften Weiden dominiert das Brangus-Rind, eine Kreuzung aus Angus und Brahman. Im Süden gleichen sich die Bedingungen denen der angrenzenden Provinz Entre Ríos an, wo eine größere Vielfalt an Rinderrassen besteht.

### Ackerbau
Der Ackerbau ist einer der Eckpfeiler der Wirtschaft von Corrientes. Es werden vor allem Zitrusfrüchte, Tabak, Reis, Mate und Baumwolle angebaut.

### Forstwirtschaft
Im Zentrum und im Nordosten der Provinz spielt die Forstwirtschaft eine größere Rolle.

## Kultur
Berühmt ist Corrientes u. a. für seinen farbenfrohen Karneval, der ein bisschen dem Karneval von Rio de Janeiro ähnelt. In letzter Zeit hat allerdings die Provinz Entre Ríos mit ihrer Karnevalshochburg Gualeguaychú der Provinz Corrientes den Rang abgelaufen, da es näher an Buenos Aires liegt. Der Karneval von Corrientes hat aber vor allem durch die Chamamé-Musik einen eigenen Charakter. Der Chamamé ist eine Variante der Polka, die sich mit indianischen Elementen vermischt hat.